# Karin Kent
Karin Kent (Amsterdam, 11 november 1943) was de artiestennaam van de Nederlandse zangeres Janna Kanteman (ook wel Janneke).

## Biografie
Janna (ook wel Janneke genoemd) Kanteman was de jongste dochter van de Surinaams-Nederlandse verzetsstrijder  Iwan Kanteman (1908-1945) en Sijgje Boelhouwer (1911-1980).    
Na begonnen te zijn met zingen bij de Amsterdamse band The Flying Tigers (de band veranderde later haar naam in The Scamps) ging Karin Kent op de solotoer.         Na een aantal singles die geen commercieel succes waren (haar debuutsingle in 1964 was Als ik een jongen was, en in 1965 nam ze samen met The Blue Diamonds de single Kiddy Kiddy Kiss Me/ Wie, Wie, Wie? op, die echter ook geen hit werd), kreeg ze in 1966 grotere bekendheid door op het Knokkefestival het liedje Dans je de hele nacht met mij? te zingen, het door John van Olten vertaalde Dance Mamma, Dance Pappa, Dance (Marriage - French Style) van Burt Bacharach en Hal David, een lied dat oorspronkelijk in 1965 was opgenomen door Joanne and The Streamliners en dat deel uitmaakte van de soundtrack van de film What's New Pussycat uit 1965.         
Een ander nummer dat door Karin Kent in Knokke in 1966 met succes ten gehore werd gebracht (ze maakte naast Martine Bijl, Margie Ball, Janneke Peper en Ronnie Tober deel uit van de Nederlandse afvaardiging voor dit festival dat jaar) was The Laziest Girl in Town.          
Op 13 augustus 1966 bereikte Dans je de hele nacht met mij? de eerste plaats in de Veronica Top 40 en was daarmee de eerste Nederlandstalige nummer 1 uit de geschiedenis van deze hitlijst.
Het carnavalsliedje Jelle sal wel sien, een Nederlandstalige bewerking van Yellow Submarine van The Beatles op een tekst van Wim Kan, verwijzend naar toenmalig   premier en minister van Financiën Jelle Zijlstra, werd uitgebracht in 1967. Haar versie van De bostella uit 1967 werd verdrongen door de versie van Johnny & Rijk (John Kraaijkamp sr. en Rijk de Gooyer), die ermee op de eerste plaats van de Top 40 kwamen. Karin Kent had een voorkeur voor Engelstalig repertoire en heeft diverse Engelstalige opnamen uitgebracht, die door te weinig publiciteit geringe bekendheid hebben gekregen. 
Tijdens haar actieve carrière heeft ze o.a. opgetreden met Euson & Stax en de Dutch Swing College Band. Karin Kent heeft ook een ep uitgebracht met de Blue Diamonds en een lp met daarop zowel Nederlands- als Engelstalig repertoire.
In 1969 besloot ze te stoppen met zingen en begon ze aan een wereldreis, waarna ze in diverse landen woonachtig is geweest. Dit verklaart haar muzikale afwezigheid.
Na haar terugkomst heeft ze deel uitgemaakt van het Vrouwencabaret van Natascha Emanuels en zong ze bij diverse jazz-/bluescombo's.
In 2007 zong ze regelmatig op repetities van de band The Flying Tigers, de groep waarmee ze haar muzikale carrière begon. In oktober 2011 trad Janna, onder de naam Yannah, op met The Flying Tigers tijdens het concert ter gelegenheid van het 50-jarig jubileum van deze band.

## Discografie

### Albums
| Album met eventuele hitnotering(en) in de Nederlandse Album Top 100 | Datum van verschijnen | Datum van binnenkomst | Hoogste positie | Aantal weken | Opmerkingen |
| ------------------------------------------------------------------- | --------------------- | --------------------- | --------------- | ------------ | ----------- |
| Dans je de hele nacht met mij?                                      | 1966                  | -                     |                 |              |             |

### Singles
| Single met eventuele hitnotering(en) in de Nederlandse Top 40 | Datum van verschijnen | Datum van binnenkomst | Hoogste positie | Aantal weken | Opmerkingen                                                                      |
| ------------------------------------------------------------- | --------------------- | --------------------- | --------------- | ------------ | -------------------------------------------------------------------------------- |
| Dans je de hele nacht met mij?                                | 1966                  | 23-07-1966            | 1(1wk)          | 12           | Nr. 1 in de Single Top 100                                                       |
| Jelle sal wel sien (Waar we heen gaan...)                     | 1967                  | 28-01-1967            | 7               | 6            | met Albert Brosens en de Deurdouwers en Johnny Hoes / Nr. 7 in de Single Top 100 |

| Single met hitnotering(en) in de Vlaamse Ultratop 50 | Datum van verschijnen | Datum van binnenkomst | Hoogste positie | Aantal weken | Opmerkingen |
| ---------------------------------------------------- | --------------------- | --------------------- | --------------- | ------------ | ----------- |
| Dans je de hele nacht met mij?                       | 1966                  | 27-08-1966            | 1(2wk)          | 14           |             |